# San Jose de Buenavista
Pour les articles homonymes, voir San José.
San Jose est une ville de 2e classe, capitale de la province d'Antique aux Philippines.
Selon le recensement de 2010 elle est peuplée de 57 847 habitants.

## Barangays
San Jose est divisée en 28 barangays :
- Atabay
- Badiang
- Barangay 1
- Barangay 2
- Barangay 3
- Barangay 4
- Barangay 5
- Barangay 6
- Barangay 7
- Barangay 8
- Bariri
- Bugarot
- Candasan
- Durog
- Funda-Dalipe
- Igbonglo
- Inabasan
- Madrangca
- Magcalon
- Malaiba
- Maybato du Nord
- Maybato du Sud
- Mojon
- Pantao
- San Angel
- San Fernando
- San Pedro
- Supa

## Démographie
| Année | Habitants | Évolution |
| ----- | --------- | --------- |
| 1995  | 42 927    | -         |
| 2000  | 48 261    | 12,43 %   |
| 2007  | 54 871    | 13,70 %   |
| 2010  | 57 847    | 5,42 %    |